# Liste der Monuments historiques in Corps-Nuds
Die Liste der Monuments historiques in Corps-Nuds führt die Monuments historiques in der französischen Gemeinde Corps-Nuds auf.

## Liste der Bauwerke
| Bezeichnung                                      | Beschreibung | Standort | Kennzeichnung | Schutzstatus   | Datum     | Bild |
| ------------------------------------------------ | ------------ | -------- | ------------- | -------------- | --------- | ---- |
| Château du Châtellier                            | Schloss      | (Lage)   | PA00125343    | Inscrit Classé | 1993 1996 |      |
| Kirche St-Maximilian Kolbe (bis 2011: St-Pierre) |              | (Lage)   | PA35000010    | Classé         | 2004      |      |

## Liste der Objekte
| Bezeichnung | Beschreibung            | Standort                                                       | Kennzeichnung | Schutzstatus | Datum | Bild |
| ----------- | ----------------------- | -------------------------------------------------------------- | ------------- | ------------ | ----- | ---- |
| Grabplatte  | Granit, 13. Jahrhundert | in der Kirche St-Maximilian Kolbe (bis 2011: St-Pierre) (Lage) | PM35000155    | Classé       | 1919  |      |